# Mariä Himmelfahrt (Balgheim)
Die römisch-katholische Pfarrkirche Mariä Himmelfahrt steht in Balgheim, einer Gemeinde im Landkreis Tuttlingen in Baden-Württemberg. Die Pfarrei gehört zum Dekanat Tuttlingen-Spaichingen in der Diözese Rottenburg-Stuttgart.

## Geschichte und Architektur
Im Jahr 1642 im Dreißigjährigen Krieg brannten schwedische Truppen das Pfarrhaus und die Kirche von Balgheim ab. Eine danach errichtete Behelfskirche wurde von 1702 bis 1709 durch einen Neubau von Ambrosius Linner aus Möhringen ersetzt.
Die Kirche präsentiert sich heute von außen in einer streng gegliederten Form aus rotem Sandstein mit einer neoklassizistischen Westfassade von 1875 nach Entwürfen des Architekten Richard Raisch. Über den Eichentüren des Portals, die vom Spaichinger Bildhauer Karl Kuolt gefertigt wurden, befindet sich eine Schutzmantelmadonna, die unter anderem Papst Leo XIII., Priester, Ordensleute, einen König sowie Gläubige unter ihrem Mantel versammelt. Laut der Oberamtsbeschreibung von 1876 war an der nördlichen Kirchhofmauer ein Ölberg aufgestellt, dieser wurde jedoch um 1900 bei der Abtragung der Mauer entfernt.

## Ausstattung
Der Blickfang im Kirchenraum ist der klassizistische Hochaltar aus Marmor von 1794, der dem Umfeld des Bildhauers Johann Georg Dirr zugeschrieben wird. 
Ein Kontrast zum klassizistischen Hochaltar bildet der barocke Stuckdekor an Decke und Gewölben, der 1738 von Ulrich Schweizer aus Deggingen geschaffen wurde. Die floralen Motive, Engelsköpfe und dekorativen Bänder gaben der Decke den Beinamen „Balgheimer Himmel“.
Unter der Orgelempore befinden sich eingelassene Epitaphe für Maria Cleophe von Rost und ihre Tochter Maria Johanna von Welschburg geb. von Rost, die 1756 bzw. 1757 verstarben. Eine dritte Tafel erinnert an Maria Josepha Schmidlin von Löwenfeld, deren Grab unbekannt ist.
Ein Teil der liturgischen Ausstattung stammt aus dem 18. Jahrhundert, darunter eine Monstranz, Kelche, ein Wetterkreuz, Rauchfass, Ewiges Licht sowie Leuchter des Hochaltars. Diese wurden laut Quellenangaben 1731 für 800 Gulden aus Augsburg beschafft.
Das neugotische Chorgestühl wurde 1875 auf Veranlassung von Kammerer Stark eingebaut. Aus der gleichen Zeit stammen die Kommunionbank, der Osterleuchter und der Betschemel.
Die Seitenaltäre wurden 1838 eingebaut und 1842/43 von Professor Dietrich mit Altarbildern im Biedermeierstil ausgestattet. Die linke Darstellung zeigt die Aufnahme Mariens in den Himmel, die rechte die Auferstehung Christi. Beide Motive finden sich in ähnlicher Weise in den neubarocken Kirchenfenstern von 1903 von Franz Xaver Zettler.
Die im Nazarenerstil geschnitzten Stationen des Kreuzwegs stammen aus dem Jahr 1909. In der alten Sakristei (heute Taufkapelle) befindet sich ein gotisches Kruzifix mit fein gearbeiteten Holzfiguren von Maria und Johannes. Weitere bedeutende Skulpturen sind der barocke Auferstandene Christus mit Pelikan am Tabernakel, Figuren des hl. Josef und des hl. Johannes Nepomuk, die Gekrönte Madonna mit Kind aus dem 17. Jahrhundert und die Werke des Spaichinger Bildhauers Karl Kuolt von 1897,  u. a. hl. Bonifatius, hl. Wendelin, hl. Anna mit Maria. 
Im Zuge der Renovierung von 1977/78 erhielt die Kirche einen Zelebrationsaltar mit Ambo in moderner Form. Die Bronzeengel des neuen Altars zeigen eine zeitgenössische Interpretation himmlischer Wesen.